# سیارک ۲۶۵۷
سیارک ۲۶۵۷ (به انگلیسی: 2657 Bashkiria، نامگذاری:1979SB7) دو هزار و ششصد و پنجاه و هفتمین سیارک کشف شده‌است که در ۲۳ سپتامبر ۱۹۷۹ کشف شد.
قدر مطلق سیارک برابر ۱۱٫۶۰ است.